# Championnat d'Islande de football 1923
Navigation
Saison précédente Saison suivante
La saison 1923 du championnat d'Islande de football était la 12e édition de la première division islandaise.
4 clubs participent au championnat. C'est le club de Fram Reykjavik qui remporte son 3e titre d'affilée, c'est le 9e titre de champion d'Islande de leur histoire.

## Les 4 clubs participants
- KR Reykjavik
- Fram Reykjavik
- Valur Reykjavik
- Vikingur Reykjavik

## Compétition

### Classement
Le barème de points servant à établir le classement se décompose ainsi :
- Victoire : 2 points
- Match nul : 1 point
- Défaite : 0 point

| Rang | Équipe             | Pts | J | G | N | P | Bp | Bc | Diff |
| ---- | ------------------ | --- | - | - | - | - | -- | -- | ---- |
| 1    | Fram Reykjavik T   | 6   | 3 | 3 | 0 | 0 | 12 | 2  | +10  |
| 2    | KR Reykjavik       | 4   | 3 | 2 | 0 | 1 | 8  | 4  | +4   |
| 3    | Valur Reykjavik    | 1   | 3 | 0 | 1 | 2 | 3  | 10 | -7   |
| 4    | Vikingur Reykjavik | 1   | 3 | 0 | 1 | 2 | 2  | 9  | -7   |

|  | Champion d'Islande 1923 |

### Matchs
Tous les matchs sont disputés au stade Melavöllur à Reykjavik.
| Résultats (▼dom., ►ext.)                                   | Fra | KR  | Val | Vik |
| Fram Reykjavik                                             |     | 3-0 | 6-1 | 3-1 |
| KR Reykjavik                                               |     |     | 3-1 | 5-0 |
| Valur Reykjavik                                            |     |     |     | 1-1 |
| Vikingur Reykjavik                                         |     |     |     |     |
| - Victoire à domicile - Match nul - Victoire à l'extérieur |     |     |     |     |

## Bilan de la saison
| Tableau d'Honneur                 |                |
| Compétition                       | Vainqueur      |
| Championnat d'Islande de football | Fram Reykjavik |